# Nubheszbed
Nubheszbed (nevének jelentése: „arany és lapis lazuli”) ókori egyiptomi királyné a XX. dinasztia idején; VI. Ramszesz nagy királyi hitvese, VII. Ramszesz fáraó, Iszet Ámon-főpapnő, valamint Amonherkhopsef és Panebenkemet hercegek anyja.
Említik a Királyok völgye 13. sírban, melybe fiát, Amonherkhopsefet temették, valamint lánya, Iszet egy sztéléjén Koptoszban.
Címei: Szeretett nagy királyi hitves (ḥm.t-nỉswt wr.t mrỉỉ.t=f), A Két Föld úrnője (nb.t-t3.wỉ).